# Hermann Rodde
Hermann Rodde (* 9. April 1666 in Lübeck; † 19. Mai 1730 ebenda) war ein deutscher Kaufmann und Bürgermeister der Hansestadt Lübeck.

## Leben
Hermann Rodde war Sohn des Lübecker Kaufmanns Adolf Rodde († 1686) aus einer jüngeren Linie der Kaufmanns- und Patrizierfamilie Rodde. Nach dem Tod seines Vaters arbeitete er zunächst im Handelsgeschäft von Adolf Löschenbrandt in Nürnberg. Reisen führten ihn von dort nach Regensburg, Wien und Ofen. 1689 kehrte er in seine Heimatstadt zurück und wurde Mitglied der Kaufleutekompagnie. 1696 unternahm er eine Rundreise durch Deutschland und die Niederlande. Der Barockdichter Nathanael Schlott widmete ihm 1702 (neben anderen Lübecker Patriziern) seine Gedichtsammlung „Eine Hand-voll poetischer Blätter“. Hermann Rodde wurde 1708 in den Rat der Stadt erwählt. Als Ratsherr gehörte er zu der Delegation, die den Zaren Peter I. 1716 in der Stadt begrüßte. 1717 wurde er im Rat zu einem der Bürgermeister bestimmt.
Rodde besaß ein Sommerhaus vor dem Holstentor. Er war Kirchenvorsteher der Maria-Magdalenenkirche (Lübeck); eine der Glocken dieser Kirche mit seinem Wappen und denen der drei anderen Kirchenvorsteher ist in der Curauer Kirche erhalten. 1717 stiftete er den von dem Bildhauer Hieronymus Hassenberg gefertigten Barockaltar für die Jakobikirche (Lübeck), an dem sich seine Büste befindet.
Nach seinem Tode wurde ihm ein mächtiges Epitaph in der Lübecker Marienkirche gesetzt, das sich an der Nordseite des sechsten (westlichsten) Norderpfeilers befand. Auf der eine  Inschrift tragenden kräftigen Basis des hölzernen Denkmals stand ein Sarkophag, neben dem die lebensgroßen Gestalten des Glaubens und der Gerechtigkeit saßen. Darüber erhob sich ein in drei Abstufungen gegliederter hoher stelenartiger Aufbau mit dem Roddeschen Wappen und dem von einem schwebenden Posaunenengel gehaltenen, von Jürgen Matthias von der Hude gemalten Brustbild. Wie fast alle hölzernen Denkmäler und Epitaphien der Kirche verbrannte es beim Luftangriff am Palmsonntag 1942.
Der Lübecker Ratsherr Adolph Rodde war ein Neffe und trat in sein Geschäft ein.